# 孫卓 (康熙進士)
孫卓（1655年2月7日—1683年），字予立、号如斋，江南宣城（今宣州区）狸桥镇水阳河东人。

## 生平
五岁丧父，由叔父孙省抚养成人。康熙十八年（1679年）己未科中式归允肃榜一甲第二名進士，授翰林院编修。康熙二十二年（1683年），奉命册封安南，赐正一品服。行至粤西全州暴病而卒，年三十六。有《甓社斋稿》。

## 家族
父孙襄；卓为次子。